# Autobiografías de soldados españoles del Siglo de Oro
Las autobiografías de soldados españoles constituyen uno de los subgéneros literarios más interesantes del Siglo de Oro. Siendo en general escasas (solo disponemos de las de Alonso Enríquez de Guzmán, Diego García de Paredes, Francisco de Cuéllar, Pedro Gaytán, Diego Suárez Corvín, Alonso de Contreras, Jerónimo de Pasamonte, Domingo de Toral y Valdés, Diego Galán Escobar, Diego Duque de Estrada, Andrés de León, Pedro Ordóñez de Ceballos, Félix Nieto de Silva, Miguel de Castro, Joaquín de la Ripa, Juan Valladares de Valdelomar y Catalina de Erauso, excepcional por tratarse de una mujer), ofrecen amplios detalles de lo que fue la sociedad española durante el Renacimiento y el Barroco y constituyen un campo interesante para estudiar el contacto ante culturas que aquellos hombres, con frecuencia de baja instrucción y habituados más a la violencia que a la lectura, tenían que intentar comprender para poder convivir con ellas, asimilarlas o rechazarlas.
Muchas de ellas hay que ponerlas al lado de las crónicas que escribieron los conquistadores del Nuevo Mundo, ya que pueden leerse también estas como autobiografías de militares; el mejor ejemplo de esto es la Historia verdadera de la Conquista de la Nueva España de Bernal Díaz del Castillo; incluso hubo algunas tan exóticas como la de Juan de Persia, un iraní que se convirtió al catolicismo y acabó siendo español. Por otra parte, hubo autores que escribieron biografías de grandes generales o soldados españoles al modo de Plutarco, como Hernán Pérez del Pulgar, que escribió por mandato del emperador la de Gonzalo Fernández de Córdoba, con el título de Breve parte de las hazañas del excelente nombrado Gran Capitán; también escribieron biografías de militares humanistas como Fernán Pérez de Guzmán (Generaciones y semblanzas) y Hernando del Pulgar (Claros varones de Castilla). Tras los estudios de José Ortega y Gasset y José María de Cossío, autor de una edición de Autobiografías de soldados: (siglo XVII) (Madrid: BAE / Atlas, 1956) el campo en general ha sido especialmente estudiado por el hispanista Henry Ettinghausen. Pero, por otro lado, están por estudiar los testimonios autobiográficos que se contienen en otras formas, como por ejemplo el Carmen hispanicum de Vita sua del legendario Sancho de Londoño.
Muchas de las autobiografías de soldados españoles del Siglo de Oro pueden leerse hoy como auténticas novelas de aventuras, y han inspirado e inspiran seriales narrativos como el del Capitán Alatriste de Arturo Pérez-Reverte.